# 2024 en Grèce
Chronologie de la Grèce
- 2020
- 2021
- 2022
- 2023
- 2024
- 2025
- 2026
- 2027
- 2028

Cette page concerne les évènements survenus en 2024 en Grèce

## Gouvernement
- Président de la République : Ekateríni Sakellaropoúlou
- Premier ministre : Kyriákos Mitsotákis

## Événements
- 9 juin : élections européennes.
- juin : découverte de la structure circulaire de la colline de Papoúra.
- août : des feux de forêt touchent particulièrement l'Attique.
- 30 novembre : mise en service du métro de Thessalonique.

## Culture
- 11 mai : Participation de la Grèce au Concours Eurovision de la chanson 2024 (finale).

## Sport
- Championnat de Grèce de football 2023-2024
- Championnat de Grèce de football 2024-2025
- Participation de la Grèce aux Jeux olympiques d'été de 2024.
- Participation de la Grèce aux Jeux paralympiques d'été de 2024 (en)

## Décès
- 9 février : Leonídas Grigorákos, homme politique
- 3 mars : Oscar Ghiglia, guitariste italien mort en Grèce
- 30 mars : Rob Kaman, champion néerlandais de kick-boxing et de muay-thaï mort en Grèce
- 18 juin : Anthea Sylbert, costumière, productrice et scénariste américaine morte en Grèce
- 28 juillet : Michel de Grèce, prince de Grèce et de Danemark
- 13 août : Giórgos Leotsákos, musicologue et critique musical
- 24 août : Chrístos Yannarás, philosophe et théologien orthodoxe
- 25 septembre : Vassula Ryden, écrivaine égyptienne morte en Grèce
- 5 octobre : Mímis Pléssas, compositeur
- 9 octobre : George Baldock, footballeur
- 17 octobre : Vásso Papandréou, femme politique
- 30 octobre : Thanásis Valtinós, écrivain, scénariste et traducteur
- 9 novembre : Yiánnis Boutáris, homme politique
- 12 novembre : Vardís Vardinogiánnis, homme d'affaires
- 8 décembre : Níkos Sargánis, footballeur